# Трухан, Варвара Ивановна
Варвара Ивановна Трухан (1925, село Большая Бугаевка, теперь Васильковского района Киевской области — 1990, город Киев) — украинская советская деятельница, старшая аппаратчица Киевского завода минеральных удобрений. Герой Социалистического Труда (7.03.1960). Депутат Верховного Совета СССР 5-го созыва.

## Биография
Родилась 1925 года в семье рабочего-каменщика Ивана Маловичка. Образование неполное среднее: окончила семилетнюю школу в селе Журжинцах Лисянского района Черкасской области.
С 1949 по 1951 год работала в колхозе, затем на строительстве в Киеве.
С 1951 года — аппаратчица, старшая аппаратчица Киевского завода минеральных удобрений.
Член КПСС.
Потом — на пенсии в городе Киеве, где и умерла в 1990 году.

## Награды
- Герой Социалистического Труда (7.03.1960)
- орден Ленина (7.03.1960)
- медали